# Pinsà de Darwin dels cactus
El pinsà de Darwin dels cactus (Geospiza scandens) és una espècie d'ocell de la família dels tràupids (Thraupidae) que habita zones amb cactus de la major part de les illes Galápagos, estant absent de Fernandina.